# Nevvare Hanım
Ayşe Leyla Nevvare Hanımefendi (en turco otomano: سيدة نيففار, "bendición joven" o " niña pequeña", 4 de mayo de 1901 - 22 de abril de 1992) fue la cuarta esposa del último sultán Mehmed VI del Imperio Otomano.

## Vida
Nevvare nació el 4 de mayo de 1901 en Derbent y era hija de Mustafa Bey Çıhcı y su esposa Hafize Hanım Kap-Ipha. Su verdadero nombre era Ayşe Leyla Çıhçı. A través de su abuelo, Süleyman Bey, estaba relacionada con Sadiye Müveddet Kadınefendi, tercera esposa del sultán Mehmed VI, cuyo abuelo era hermano de Süleyman Bey.
Tenía tres hermanos, Ahmed Bey, Hasan Bey y Fikri Bey, y tres hermanas, Sefika Hanim, Halime Hanim y Hazer Hanim. Era alta, de ojos verdes, pelo largo y negro y piel blanca. Ayse fue llevada de Rusia a Constantinopla, donde fue entregada a la corte del gobernante Mehmet Vahiddin. Müveddet se hizo cargo de Ayşe. Fue rebautizada como Nevvare y recibió una educación turca y musulmana completa en el harén del Palacio Çengelköy.
Aunque el sultán Mehmed era 40 años mayor que Nevvare, sus padres aceptaron la propuesta de matrimonio del sultán. La boda tuvo lugar el 20 de julio de 1918 en el Palacio de Dolmabahçe. Sin embargo, no hubo hijos de este matrimonio. Cuando el sultán ascendió al trono, Nevaré recibió el título de "Üçüncü Kadınefendi" (es decir, Tercera Esposa).
Cuando el sultán fue depuesto, siguió al depuesto sultán al exilio. El 20 de mayo de 1924 Nevvare y Mehmed se divorciaron. En 1926 se casó por segunda vez con Mevlüt Bey y tomó el nombre de Leyla Sönmezler, poco después se establecieron en Şişli. A principios de los años 70 compraron una casa en Derbent donde vivió hasta su muerte.
Nevvare murió el 22 de abril de 1992 en Derbent a la edad de 90 años. Está enterrada en el cementerio de Derbent.